# James Elroy Flecker

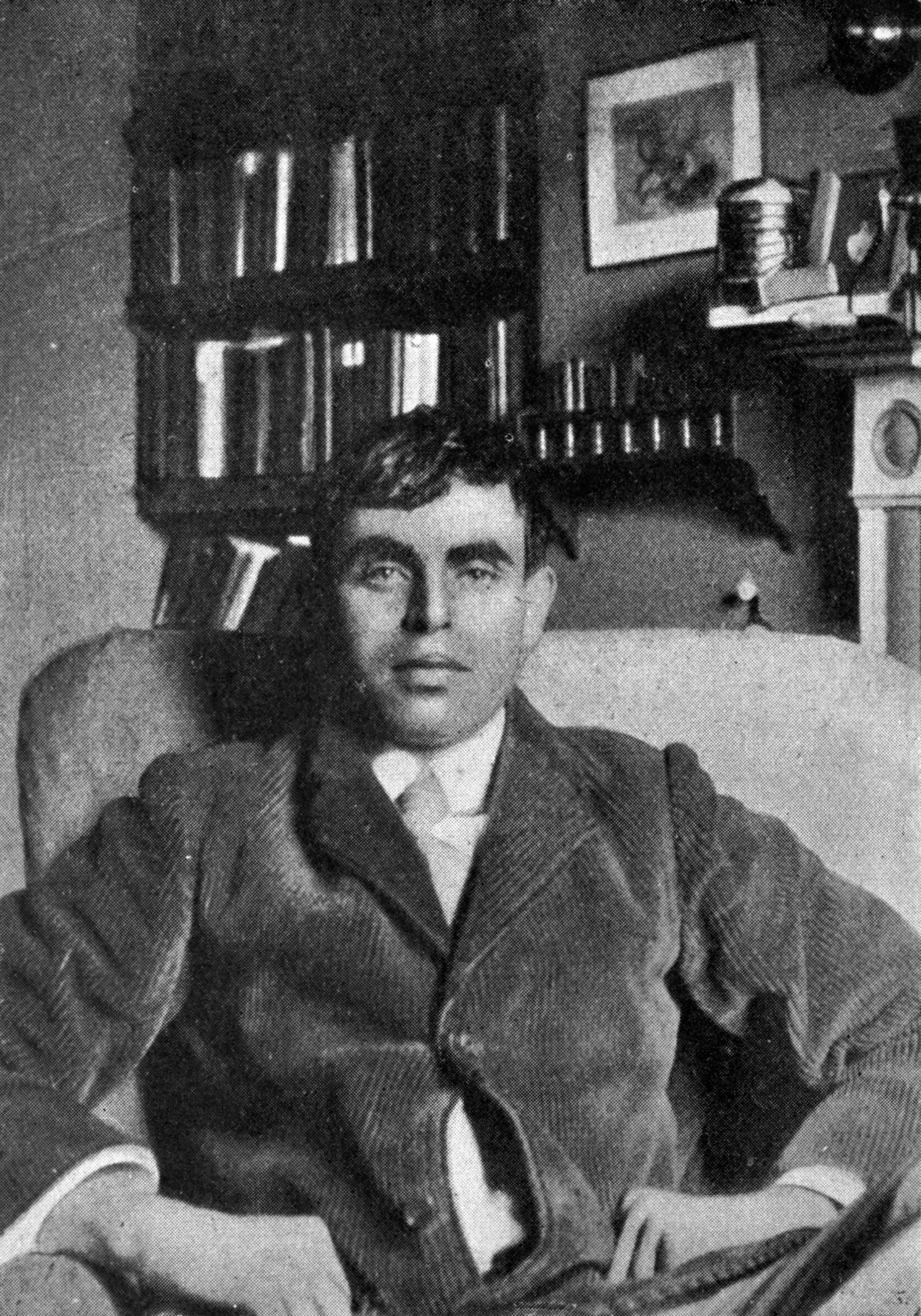
James Elroy Flecker, in seinen Räumen in Cambridge, um 1905

James Elroy Flecker (* 5. November 1884 in London; † 3. Januar 1915 in Davos) war ein englischer Diplomat, Dichter, Schriftsteller und Dramatiker. Als Dichter wurde er zunächst am meisten von der französischen Dichtergruppe der Parnassiens der zweiten Hälfte des 19. Jahrhunderts beeinflusst, die dem Prinzip der L’art pour l’art (laʀpuʀˈlaʀ) (frz. wörtlich: Die Kunst für die Kunst, sinngemäß: Die Kunst um der Kunst willen) verpflichtet war. In seinem Vorwort zu The Golden Journey to Samarkand von 1913 erklärte er sich ausdrücklich deren Kunst gegenüber verpflichtet. Während seines mehrjährigen Aufenthalts als Diplomat im Nahen Osten beeinflussten die dortige Kultur und von ihm vorgenommene Übersetzungen aus den dortigen Sprachen seinen Stil maßgeblich.

## Leben
James Elroy Flecker wurde am 5. November 1884 im Londoner Stadtteil Lewisham als Sohn des Reverends William Hermann Flecker und seiner Frau Sarah geboren. Manche Biografen merken dabei an, dass von den Seiten beider Eltern eine Abstammung von osteuropäischen Juden zu belegen sei. Flecker wurde eigentlich auf den Namen Herman Elroy Flecker getauft und nahm den Namen James an, weil er eine Verwechslung mit seinem Vater scheute. Im Familienkreis nannte man ihn Roy. James Elroy Flecker genoss eine Schulbildung an der Dean Close School, Cheltenham, in Gloucestershire, wo sein Vater ein auch von ihm gefürchteter Schuldirektor war, und an der Uppingham School in Rutland.

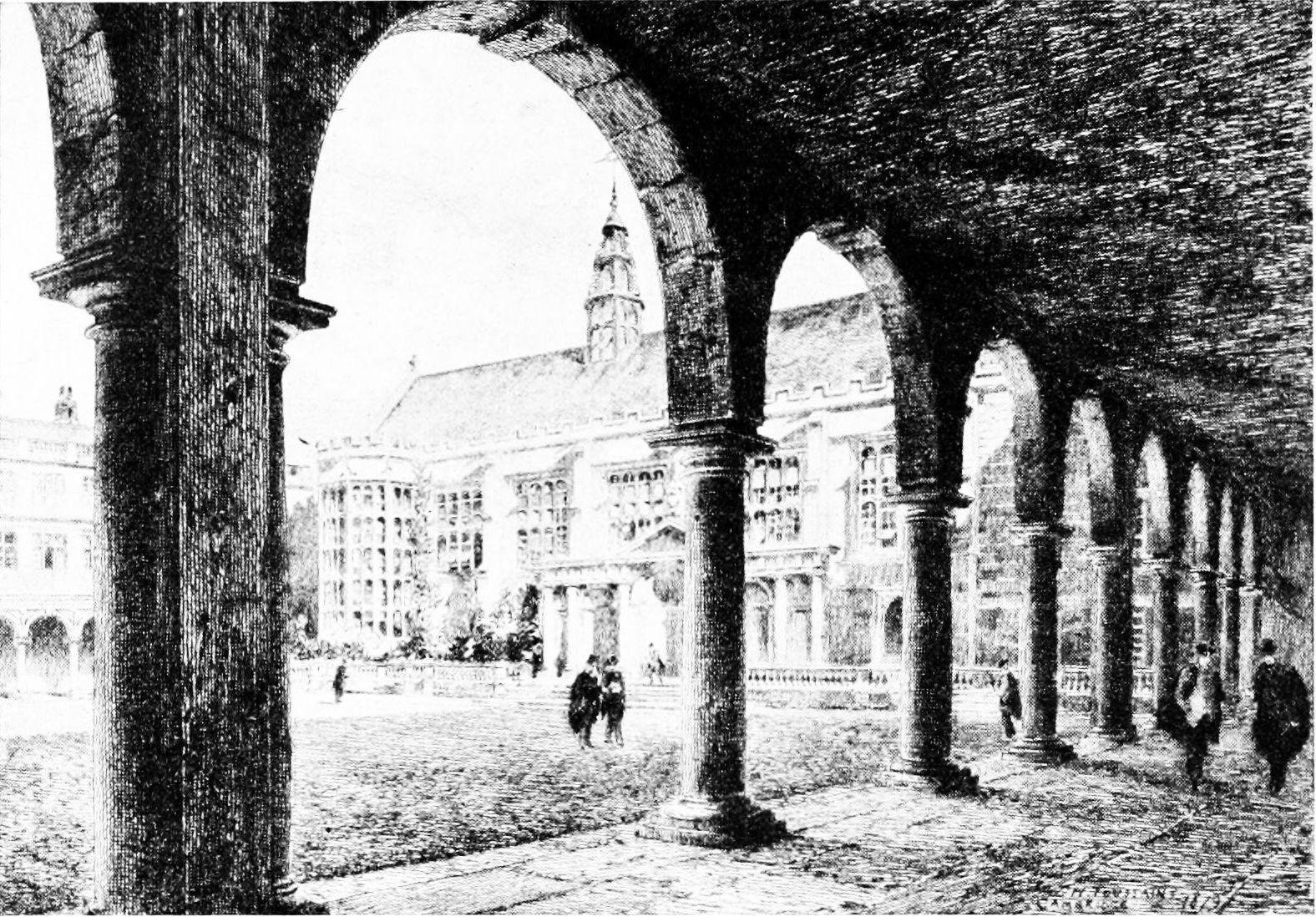
Neville Court, Trinity College, Oxford, Zeichnung, 1915

Flecker studierte zunächst am Trinity College in Oxford von 1902 bis 1906 die klassischen Fächer und Sprachen. Dort engagierte er sich jedoch weniger im Studium. Stattdessen zog er es vor Gedichte, wie Clerihews und anti-religiöse Sketche zu verfassen sowie in den entsprechenden Clubs zu debattieren. Da er mit seinem Bachelor allenfalls einen Third class honour in classical greats in Oxford erreichen konnte und ihn schon immer die Sprachen interessiert hatten, war ihm die akademische Laufbahn versperrt geblieben. Aus Interesse an den modernen Sprachen wechselte er ans Caius College in Cambridge von 1908 bis 1910, wo er orientalische Sprachen, wie Arabisch, Persisch und Türkisch, aber auch Russisch u. a. bei E. G. Browne lernte. Überraschenderweise empfand er das Bildungsklima in Cambridge im Gegensatz zu seinen Freunden Rupert Brooke, Arthur Waley und Francis Birrell eher uncongenial. 1907 hatte er zwischenzeitlich als Lehrer gearbeitet. In Oxford kam er mit dem für ihn dann prägenden englischen Ästhetizismus und dabei besonders den Werken von John Addington Symonds in Kontakt.

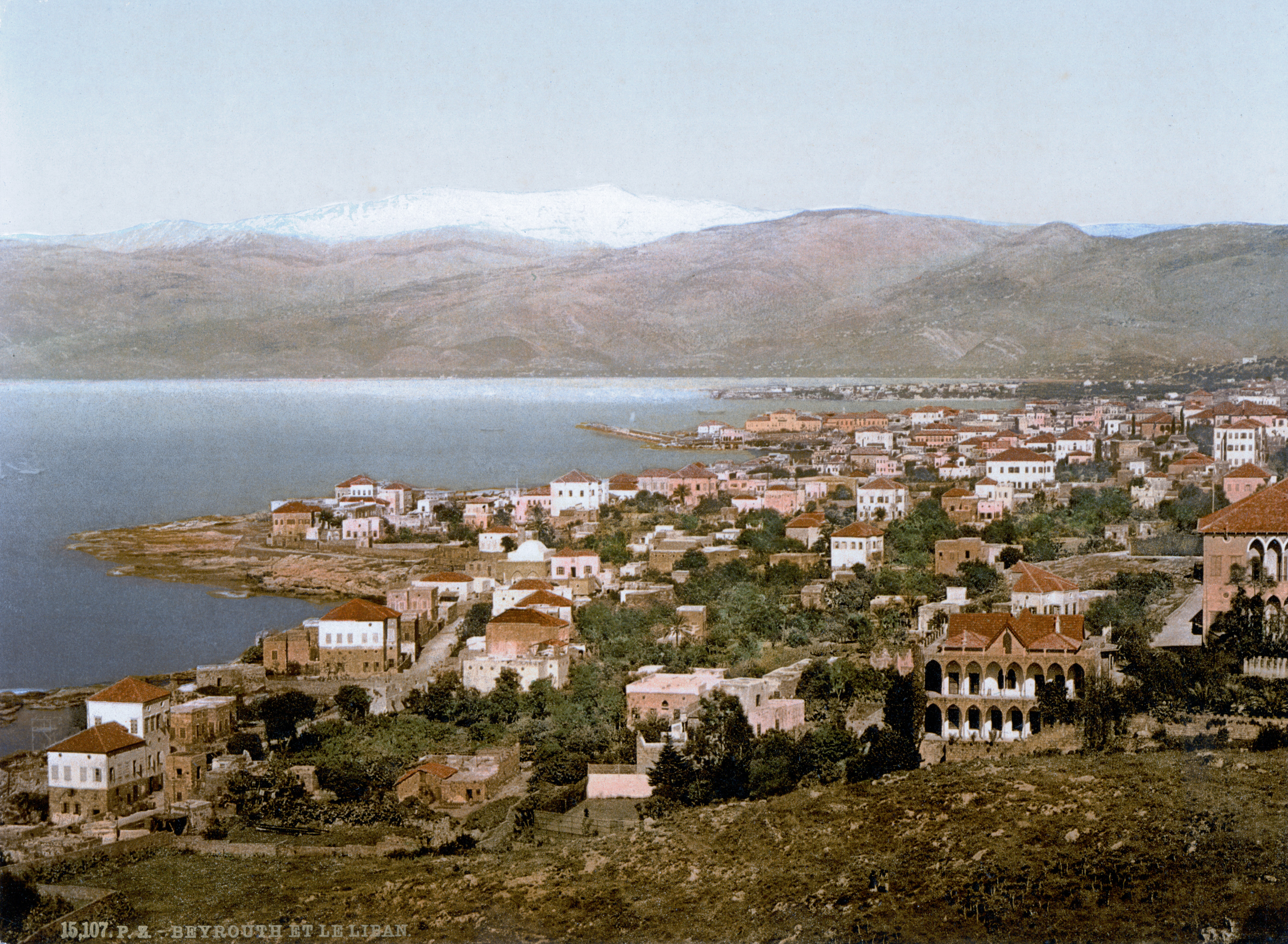
Beirut, um 1905

Ab 1907 arbeitete Flecker im Diplomatischen Dienst für den Levant Consular Service und wurde 1910 nach Konstantinopel überstellt. Außerdem arbeitete er im damaligen Smyrna und in Damaskus. Von 1911 bis 1913 fungierte er als Vize-Konsul in Beirut. Bei seinen eigenen Karriereplänen im diplomatischen Dienst schien er jedoch ein regelrechtes Publikum für seine Ambitionen zu vermissen und wendete sich daher wieder verstärkt der Dichtkunst zu, wobei er damit kokettierte, eventuell der Rudyard Kipling des Nahen Ostens zu werden.
Dennoch schien er selbst auf seine verwaltungstechnischen Leistungen als Konsul stolz zu sein, wenn er auch als echter Träumer den zeitaufwendigen Briefwechsel verabscheute.
Während einer Schiffsreise nach Athen im Verlauf eines Urlaubs lernte er die drei Jahre ältere Hellé Skiadaressi kennen, die er im Mai 1911 in Griechenland heiratete. Die Tochter eines bekannten Arztes wurde als Angehörige des Griechisch-Orthodoxen Glaubens von seinen Eltern niemals akzeptiert, da sie darin eine für ihren eigenen Glauben gefährliche Nähe zur Römisch-katholischen Kirche sahen. Weitere Urlaubsreisen führten ihn nach Korfu.
1907 veröffentlichte Flecker seinen ersten Gedichtband The Bridge of Fire mit 35 Gedichten. Edward Marsh nahm Gedichte seines Buches Forty-Two Poems (1911), in denen Flecker 20 Gedichte aus The Bridge of Fire weitgehend überarbeitet hatte, in seine Sammlung Georgian Poetry 1911–12 (1912) und Werke aus dem Band The Old Ships (1913) und dem Band The Golden Journey to Samarkand in die Sammlung Georgian Poetry 1913–1915 (1915) auf. Die Gedichtsammlung The Golden Journey to Samarkand (1913) ist im englischen Sprachraum das am meisten geschätzte Werk Fleckers. Außerdem veröffentlichte einen Dialog über die Erziehung, The Grecians (1910), in dem er das englische Bildungssystem angriff, obwohl er selbst gut darin integriert worden war. The King of Alsander (1914) ist eine sehr experimentelle und individuelle Novelle Fleckers, die als romantisch in Verbindung mit seinem sardonischem Humor gerühmt wurde. Er veröffentlichte zwei erfolgreiche Versdramen mit Hassan (1922) und Don Juan (1925), die beide erst nach seinem Tode aufgeführt wurden. Dabei wäre Hassan beinahe schon 1915 kurz nach seinem Tode uraufgeführt worden, als Basil Dean das Stück bereits zu diesem Zeitpunkt in seinen Spielplan am West End aufnehmen wollte. Aber der Erste Weltkrieg verhinderte die Aufführung. Gerade Hassan behielt später aufgrund seines poetischen Orientalismus und der Verdeutlichung Fleckers Zweifel am Orient einen gewissen Nachhall. Auch andere Autoren hatten in London mit orientalischen Stoffen in den 1920er Jahren Erfolg: William Somerset Maugham mit East of Suez, 1922, Oscar Asche mit Chu Chin Chow und Eward Knoblock mit Kismet. Im Gegensatz zu seinem Freund Lawrence betrachtete Flecker den Orient jedoch stets auch aus einer Außenperspektive.
James Elroy Flecker näherte sich seinen Themen zum Teil auf recht emotionale und sprunghafte Weise. Im Gespräch mit seinem Freund Frank Savery, das durch seine Frau überliefert ist, warf er ein, dass doch The Bridge of Fire ein schöner Titel für eine Gedichtsammlung sei. Er habe noch keine Ahnung, worum es sich in diesem Band thematisch drehen würde, daher müsse man das Gedicht, über das er ebenfalls keine Vorstellung habe, mitten in dem Band verstecken. Aber bei diesem Titel müsse ihm einfach etwas einfallen.
Zu seinen engsten Freunden zählte seit seiner Studien-Zeit im Frühjahr 1904 der britische Klassische Archäologe John D. Beazley, mit dem er zusammen einen Lebensstil nach dem Vorbild von Oscar Wilde auslebte. Manche Biografen entdeckten in ihrem gemeinsamen Briefwechsel einen damals an den Colleges nicht unüblichen Hauch einer bisexuellen Beziehung. Beazley, der zu diesem Zeitpunkt weitaus lebenserfahrener als Flecker war, soll einen nicht unerheblichen Einfluss auf den aus puritanischen Verhältnissen stammenden Flecker gehabt haben. So ist es bezeichnend, dass Fleckers Eltern Beazley für Fleckers entschiedene Hinwendung zum Agnostizismus verantwortlich machten und insbesondere seine Mutter später in den erschienenen Werken und Biografien jeden Hinweis auf Beazley zu tilgen suchte.

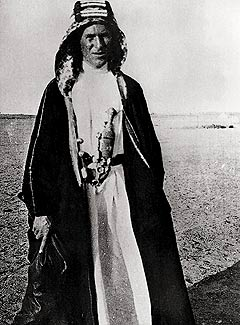
T. E. Lawrence in arabischer Tracht

Auch T. E. Lawrence zählte zu seinen Kommilitonen und Freunden. In Damaskus und Beirut machte Lawrence erneut großen Eindruck auf Gertrude Bell und Flecker, der ihn aufgrund seiner einheimischen Kontakte als „amazing boy“ lobte. So schrieb dieser im Juni 1914, nur um den schwerkranken Freund zu unterhalten, eine längere satirische Anekdote über eine Schlacht zwischen Circassischen Wachen der Deutschen Eisenbahnlinie sowie den Kurdischen und Arabischen Bahnarbeitern.
Zum Ende seines Lebens hin entdeckte Flecker angesichts des Ersten Weltkriegs den Patriotismus für sich und dichtete entsprechende Verszeilen. So fügte er beispielsweise dem traditionellen God save the King folgende Zeilen hinzu, die als einzige patriotische Textschöpfung Georg V. direkt nannte:
„Grant him Good Peace Divine.
But if his Wars be Thine.
Flash on his Fighting Line.
Victory’s Wing!“
James Elroy Flecker starb am 13. Januar 1915 an Tuberkulose im Schweizer Luftkurort Davos, wo er bereits 18 Monate verbracht hatte. Diese Krankheit war bei ihm schon 1910 diagnostiziert worden. Seinen Tod im Alter von gerade einmal 30 Jahren beschrieb sein Zeitgenosse MacDonald als „unquestionably the greatest premature loss that English literature has suffered since the death of Keats.“ (sinngemäß „unzweifelhaft den größten vorzeitigen Verlust, den die Englische Literatur seit dem Tod von John Keats“ erlitten habe.) Lawrence nannte ihn rückblickend „the sweetest singer of the war generation“ und porträtierte ihn 1925 in einem Essay. Dort beschrieb er ihn folgendermaßen: „always embroidering, curling, powdering, painting, his love and ideals, demonstrative, showy, self advertising, happy“.
Er wurde in Cheltenham begraben. Seinen Grabstein ziert ein Zitat Fleckers: „O Lord, restore his realm to the dreamer“.

## Rezeption
Seine frühen Verse erinnerten Zeitgenossen an Algernon Swinburne und Oscar Wilde, wobei auch die Berichte und die Kasidah des Forschungsreisenden und Orientalisten Richard Francis Burton einen unübersehbaren Einfluss auf seine Themenwahl hatten, aber in seinen versuchsweisen Übersetzungen zeigt er bereits an der Universität anhand von Werken von Catull und Propertius ein ihm typisches Einfühlungsvermögen verbunden mit einer großen Originalität. Dennoch entwickelte er seine volle literarische Imaginationskraft erst im konsularischen Dienst im Nahen Osten. Flecker selbst sah die Dichtkunst und die zeitgenössische Kritik im Wechselspiel recht nüchtern: „Our poectic criticism, and our poetry (...) are in chaos. It's not the poet’s business to save man’s soul, but to make it worth saving“.
Durch seine einfühlsamen Übersetzungen Persischer Sufismus-Poeten, wie Dschalal ad-Din Rumi, und anderer arabischer und türkischer Werke gelangte auf dem Umweg über seine eigenen Werke ein gewisser Einfluss der arabischen Dichtkunst auf die englische Literatur des frühen 20. Jahrhunderts. Flecker trat außerdem als Übersetzer französischer symbolistischer Dichter wie Jean Moréas und Henri de Régnier hervor, wobei die Parallelen zu dessen The Gate of the Armies offensichtlich sind.

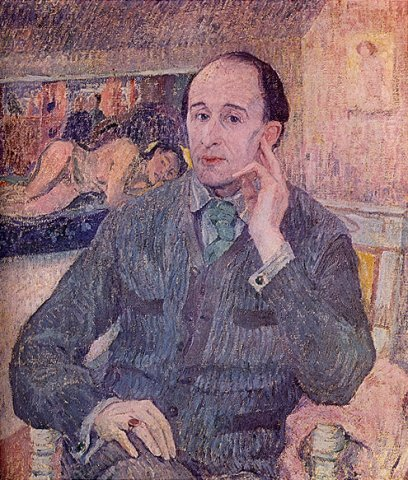
Jelka Rosen: Porträt von Frederick Delius, Öl auf Leinwand, 1912

Hassan wurde von der zeitgenössischen Kritik überaus positiv angenommen, da es als Melodram eine gute und nur zum Teil pessimistische Moral in sich vereine, während man Frederick Delius’ Musik als fast zu modern für das Genre empfand, obwohl einige Passagen exquisit seien. Selbst Maurice Ravel berichtete 1920 in einem Briefwechsel, dass Basil Dean ihm das musikalische Intro angeboten habe. Da Ravel aber zu diesem Zeitpunkt mit seiner sonstigen Arbeit fünf Jahre im Hintertreffen war, kam dieses Projekt nicht zustande. Mit zeitlichem Abstand reduzierte man Hassans Erfolg jedoch auf den Mix der Theaterstile, die malerischen Kostüme und die „bombastische pseudo-levantische Prosa“. Das überbordende Setdesign der damaligen Inszenierung hätte nach Auffassung mancher Kritiker die romantischen Zeilen Fleckers nahezu erdrückt und mehr einer damaligen orientalischen Musical-Revue entsprochen, die das Publikum der 1930er Jahre bald nicht mehr sehen wollten. Originellerweise diente Hassan aufgrund seines modischen Sujets in einer Bearbeitung von James T. O’Donohoe bereits 1926 als Skriptvorlage für den Stummfilm The Lady of the Harem von Raoul Walsh mit Ernest Torrence, William Collier Jr. und Greta Nissen, den Famous Players-Lasky Corporation produzierte und Paramount Pictures vertrieb. 1937 griff man den Stoff abgewandelt in der frühen TV-Serie Theatre Parade als Hassan in mehreren Episoden auf, in der Greer Garson die Yasmin spielte.
Priscilla Thouless charakterisierte den Einfluss des Orients auf den Visualisten Flecker in folgender Weise: „The Effect of the East on Flecker was to strengthen his power as visualist, his power of creating in his poems solid blocks of brilliantly coloured form. As we read Flecker’s Eastern poems the earth glows and shines before us, our minds are filled with clear-cut images: form and thought are at one“. (sinngemäß: „Der Einfluss des Orients auf Flecker bestand darin, dass er seine Kraft als Visualist verstärkte, seine schöpferische Kraft in den Gedichten fester Blöcke brillanter farbiger Form. Wenn wir Fleckers orientalische Gedichte lesen glüht die Erde und scheint vor unseren Augen, unser Verstand ist angefüllt mit klar umrissenen Bildern: Form und Gedanke sind eins“).
Flecker selbst sah den Einfluss des Orients eher zwiespältig für seine eigene Person: „I consider this (The Gates of Damascus) to be my greatest poem - and I am glad you seem to agree. It was ispired by Damascus itself by the way. I loathe the East and the Eastern and spent all my time there dreaming of Oxford. Yet it seems - even to hardened Orientalists that I understand“.
D. H. Lawrence lehnte ihn wie etliche andere der Georgian Poets ab, wobei er dies insbesondere auf Marsh bezog, indem er sich über den Rhythmus der Reime in Golden Journey to Samarkand lustig machte: „You knew it climbed Parnassus en route?“ Gerade um dieses ambitionierte, lange Gedicht kreiste selbst innerhalb der englischsprachigen Kritikerszene eine längere Auseinandersetzung, da Norbert Douglas und andere Kollegen dem Herausgeber und Kritiker Austin Harrison nachtrugen, dass dieser es zunächst abgelehnt hatte. Dabei verloren sie aus den Augen, dass gerade Harrison sich in der Vergangenheit mehrfach für die Veröffentlichung von Fleckers Werken eingesetzt hatte.
Fleckers Kollege bei den Georgian Poetrists und gefürchtete Literaturkritiker Edward Shanks widmete sich durchaus wohlwollend einer Gesamtwürdigung Fleckers, wobei er detailliert zwischen den verschiedenen Gedichtfassungen differenzierte. Dabei betrachtete er ihn nicht auf der Höhe seiner eigentlichen Schaffenskraft gestorben, sondern vielleicht erst bei ihrem Beginn. Interessanterweise verstand Shanks die Bevorzugung von modernen Sprachen durch Flecker eher als Nachteil zur Ausübung einer literarischen Tätigkeit. Allerdings habe sich Flecker anders als viele andere Dichter seiner Generation, die sich stets bescheiden als jemanden beschrieben, der Verse verfasste, stets selbstbewusst als Dichter bezeichnet und daraus große Verantwortung abgeleitet. Rupert Brooke berichtete ihm davon, dass nahezu jedes Gespräch mit Flecker darin ausgeartet sei, wer von ihnen beiden der bessere Dichter sei und Flecker nie einen Zweifel daran gelassen habe, dass er dieses Vorrecht für sich beanspruche. In der Novelle The Last Generation sah Shanks eine Parallele zu Gilbert Keith Chesterton. Da Hassan wie viele andere Werke Fleckers mehrfach überarbeitet wurde, ging Shanks davon aus, dass das Werk eigentlich als unvollendet betrachtet werden muss. Von manchen Literaturhistorikern wird Hassan heute nicht umsonst als eine der wenigen englischen Ausprägungen eines Grand-Guignol interpretiert. Don Juan betrachtete er nachvollziehbar als misslungenen Entwurf, der ohne den frühen Tod des Autors wohl nie in Druck gegangen wäre, da die Handlung einfach zu absurd sei. Hier sei die Titelfigur wider Erwarten ein englischer Aristokrat, der der Tochter des englischen Premierministers, Lord Framlingham, nachstelle. Da dieser einen Krieg mit dem Deutschen Reich forciere, erschießt ihn Don Juan, woraufhin Framlingham ein Denkmal auf dem Trafalgar Square errichtet wird. Diese Statue zieht am Ende Don Juan in die Hölle hinab.
Der kanadische Schriftsteller Austin Clarke betonte hingegen, welch großen Einfluss The Bridge of Fire und The Old Ships in jungen Jahren auf ihn gehabt habe und ihn sogar zur Bekanntschaft mit F.R. Higgins, dem späteren Geschäftsführer des Abbey Theatre, verholfen habe.
Bekannt wurde insbesondere Fleckers Gedicht „To a poet a thousand years hence“, das bis heute häufig zitiert wird und zu dem teilweise der englische Komponist Gerald Finzi eine Vertonung mit dem Titel To a Poet für Baryton und Klavier verfasste, die 1965 posthum erschien. Das andauerndste Zeugnis seiner Rezeption ist vielleicht ein Auszug aus seiner Gedichtsammlung „The Golden Journey to Samarkand“ auf dem Glockenturm der Mannschaftsunterkünfte des British Army’s 22 Special Air Service regiment in Hereford:
„We are the Pilgrims, master; we shall go
Always a little further; it may be
Beyond that last blue mountain barred with snow
Across that angry or that glimmering sea“.
Diese Inschrift taucht darüber hinaus auf dem New-Zealand-Special-Air-Service-Monument bei Rennie Lines im Papakura Military Camp auf.
Agatha Christie verwendete in der Kurzgeschichte Das Tor nach Bagdad im Rahmen der Sammlung Parker Pyne ermittelt zweimal das Gedicht Gates of Damascus von James Elroy Flecker als Zitat. Ein einzelner Vers aus diesem Gedicht gab dem als letzten verfassten Roman der Autorin (im Original Postern of fate, also  Hintertür des Schicksals) seinen Titel: Alter schützt vor Scharfsinn nicht;
„Four great gates has the city of Damascus
And four Great Wardens, on their spears reclining,
All day long stand like tall stone men
And sleep on the towers when the moon is shining.

This is the song of the East Gate Warden
When he locks the great gate and smokes in his garden.

Postern of Fate, the Desert Gate, Disaster's Cavern, Fort of Fear,
The Portal of Baghdad am I, and Doorway of Diarbekir“.
Dieses Gedicht benutzten Delamonte und MacFarlane gar als Metapher für die Möglichkeiten bei der wissenschaftlichen Recherche bzw. Arbeit aufgrund der unterschiedlichen Charaktere der jeweiligen Tore: So stehe zum Beispiel das Aleppo-Tor für den Handel und somit für die Suche nach möglichen Sponsoren. Das Mekka-Tor als Symbol der Pilgerreise stehe dagegen für die Treue zur einmal gewählten wissenschaftlichen Methode. Das Bagdad- oder Libanon-Tor gibt die gefährlicheren Wege vor, die eventuell Isolation, aber auch die reizvolleren Ergebnisse versprechen könne.
Sein Gedicht „The Bridge of Fire“ verwendete Neil Gaiman in seiner Sandman Serie bzw. dem Einzelband Das Erwachen. Einen Vierzeiler seines Gedichts „To a Poet a Thousand Years Hence“ zitierte Jorge Luis Borges in seinem Essay Note on Walt Whitman (Other Inquisitions, 1937-1952):
„O friend unseen, unborn, unknown,
student of our sweet English tongue,
read out my words at night, alone:
I was a poet, I was young“.
Friedhelm Rathjen wies unter anderem nach, dass auch James Elroy Flecker zu jenen 32 englischsprachigen Autoren von Francis Bacon bis Israel Zangwill gehörte, die Arno Schmidt in Zitatform allein aus dem Oxford Dictionary of Quotations her kannte und die er herausgelöst aus ihrem ursprünglichen Kontext recht beliebig und frei verwendete. Somit werden sie „partikularisiert und funktionell in aller Regel verengt aufs rein Illustrative oder auf den brillanten Fund“.
Der Autor Martin Booth konstruierte in seinem fiktionalen Roman Dreaming of Samarkand eine Dreiecksbeziehung zwischen Flecker, dessen Frau und Lawrence. Hingegen webte der indische Schriftsteller Vikram Seth in seinem Roman A Suitable Boy, der im Indien der 1950er Jahre spielt, die Gedichte Fleckers als Gegenentwurf zu den übrigen, erfundenen viktorianischen Verszitaten hinein.

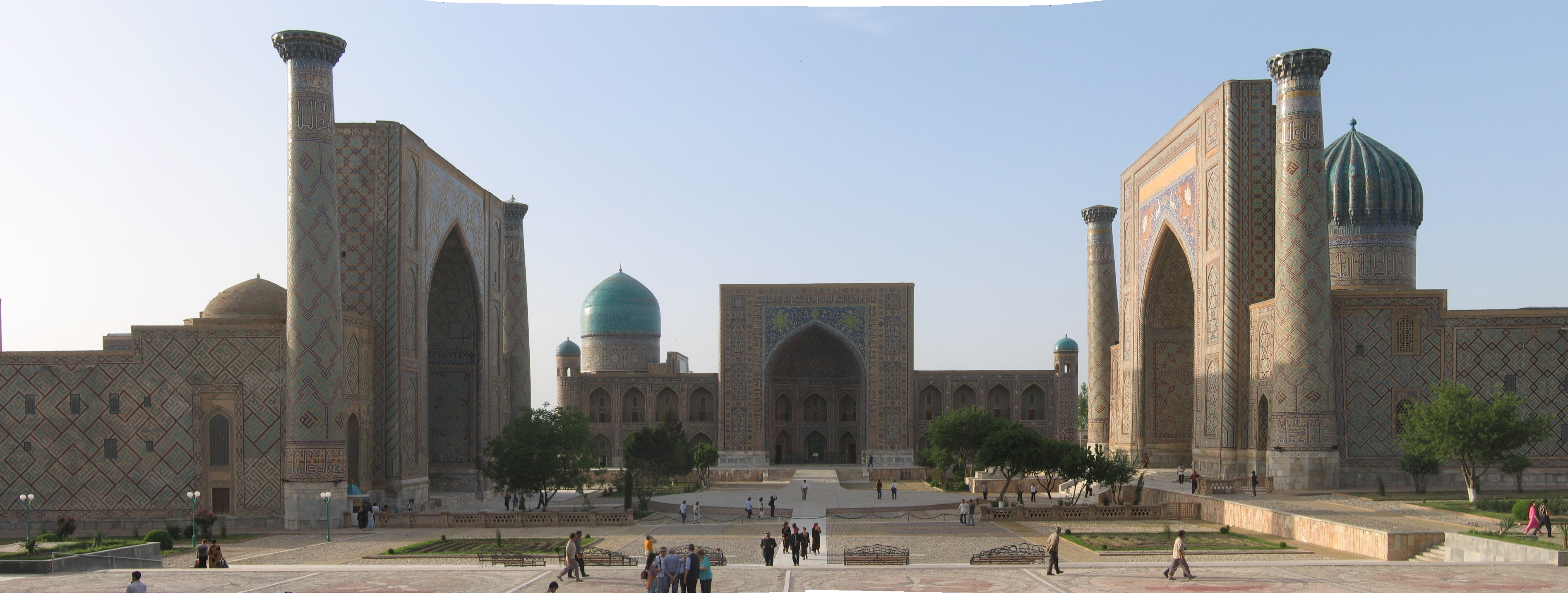
Der Registan-Platz in Samarkand

In deutscher Übersetzung gelangte ein ziemlich aus dem Kontext gelöstes Zitat Fleckers aus Hassan auf die Mottoseite eines Reiseführers: „Die Lust zu erkennen, was nicht erkennt werden darf, treibt uns auf die Straße nach Samarkand“, um damit dem Titel nach einer der 250 aufregendsten Städte der Welt zu huldigen. Ironischerweise hatte Flecker selbst niemals Samarkand gesehen, während die wenigen Europäer, die zu seinen Lebzeiten dort gewesen waren, sich angesichts verfallener Städte und despotischer Khane nachvollziehbar an andere Orte wünschten.
Überhaupt schien auch dieses Gedicht für Krimiautoren zum Zitatwortschatz zu gehören, da selbst John Mortimer seiner Hauptfigur bereits im Titel mit Rumpole and the Golden Thread eine deutliche Allusion (Golden Road to Samarkand) herbeiführt und dies später noch ausformulierte.
Im Zusammenhang mit den anderen Dichter der Georgian Poetry nahm Myron Simon Goldrings Charakterisierung Fleckers als typisch für alle anderen Vertreter dieses Kreises: „a real superb craftsman with a real devotion to his art“.
Daher fällt es schwer sich der folgenden, singulären Einschätzung der 1970er Jahre anzuschließen: „Today Flecker is a faded figure, yet of interest for his attempt to escape from Victorianism“. (sinngemäß: „Heute ist Flecker ein verblasste Figur, allein von Interesse aufgrund seines Versuchs sich vom Viktorianischen Zeitalter zu lösen.“)
Schließlich verwendet der Komponist William Alwyn 1971 für seine Oper Juan or the Libertine ausdrücklich auch Teile von Fleckers Don Juan als Basis und insbesondere im Libretto dessen ziemlich ausgeschmückten Stil. In Cambridge selbst sollten die Werke und Übersetzungen James Elroy Fleckers für die folgenden Generationen von Orientalisten fester Bestandteil des Unterrichtsstoffes werden.
Im deutschen Sprachraum ist Flecker ebenso wie seine Kollegin Adela Florence Nicolson relativ unbekannt und die wenigen Details zu ihm werden in der Regel fehlerhaft angegeben. So auch bei Gero von Wilpert, der einiges aus Fleckers Biografie falsch zuordnete und dessen Dichtung als „etwas gekünstelt, aber flüssig und melodiös“ bezeichnete, die Dramen ordnete er einfach dem „Weltschmerz“ zu. In der ins Deutsche übersetzten englischen Literaturgeschichte Ifor Evans fiel die Einordnung Fleckers weitaus positiver aus: Flecker „bleibt ein Dichter, den zu lesen sich lohnt. Seine frühen Verse The Bridge of Fire (1907) zeigen den Einfluß des Pariser Parnaß, aber seinen authentischen Beitrag leistete er erst nach dem Studium der orientalischen Sprachen und nach längeren Aufenthalten im Orient mit The Golden Journey to Samarkand (1913), ein Gedicht mit neuen, aufregenden, langen Rhythmen und bewegt von einer frischen, exotischen Phantasie“.

## Werk

### Gedichte
- The Bridge of Fire. 1907
- Thirty-Six Poems. 1910
- Forty-Two Poems. 1911[98]
- The Golden Journey to Samarkand. 1913
- The Old Ships. 1915
- Collected Poems. (1916) erst 1947 nach Herausgabe durch J.C. Squire veröffentlicht.

### Novellen
- The Last Generation: A Story of the Future. 1908[99]
- The King of Alsander. 1914

### Dramen
- Hassan. 1922 (Hassan: The Story of Hassan of Baghdad and How he Came to Make the Golden Journey to Samarkand.)

- Die einführende Musik dazu wurde von Frederick Delius 1920 verfasst und vor der Uraufführung separat im September 1923 gespielt. Delius soll die Inszenierung 1924 trotz verstärkter Lähmungserscheinungen an beiden Händen selbst noch im Rollstuhl überwacht haben.

- Don Juan. 1925

### Andere Werke
- The Grecians. 1910
- The Scholars' Italian Book. 1911
- Collected Prose. 1920
- The Letters of J. E. Flecker to Frank Savery. 1926
- Some Letters from Abroad of James Elroy Flecker with a Few Reminiscences by Hellé Flecker and an Introduction by J.C. Squire. London 1930.